# Nagano Olympic Memorial Arena
Nagano Olympic Memorial Arena (jap. 長野市オリンピック記念アリーナ Nagano-shi Orinpikku Kinen Arīna; popularnie w skrócie M-WAVE) – hala sportowo-widowiskowa w Nagano, w prefekturze Nagano, w Japonii). Jedna z aren Igrzysk Olimpijskich w 1998. 

## Opis
Hala sportowa M-WAVE została wybudowana z przeznaczeniem na Zimowe Igrzyska Olimpijskie 1998. Zorganizowano w niej ceremonie otwarcia i zamknięcia oraz była miejscem rozgrywania zawodów w łyżwiarstwie szybkim. Obecnie jest wykorzystywana jako arena łyżwiarska zimą i wielofunkcyjny obiekt rozrywkowy latem do organizacji: zawodów sportowych, koncertów muzycznych i imprez kulturalnych. 
Popularna nazwa „M-WAVE” wywodzi się od kształtu dachu hali, zainspirowanego pasmami górskimi prefektury Nagano, które tworzą szereg przypominających fale kształtów litery „M”. Jest to oryginalna i niepowtarzalna konstrukcja zbudowana z drewna klejonego z modrzewia rosnącego w Nagano. Budynek otrzymał w lutym 1998 roku specjalną nagrodę brytyjskiego Instytutu Inżynierów Konstrukcji (Institution of Structural Engineers) za doskonałość w inżynierii konstrukcyjnej..
M-WAVE jest pierwszym w Japonii krytym lodowiskiem ze standardowym podwójnym torem o długości 400 m do szybkiego łyżwiarstwa. Jest wyposażony w skomputeryzowany system poprawy jakości wody i kontroli temperatury lodu w celu stałego zapewnienia najlepszych warunków jazdy i wysokiej przejrzystości. 

## Galeria

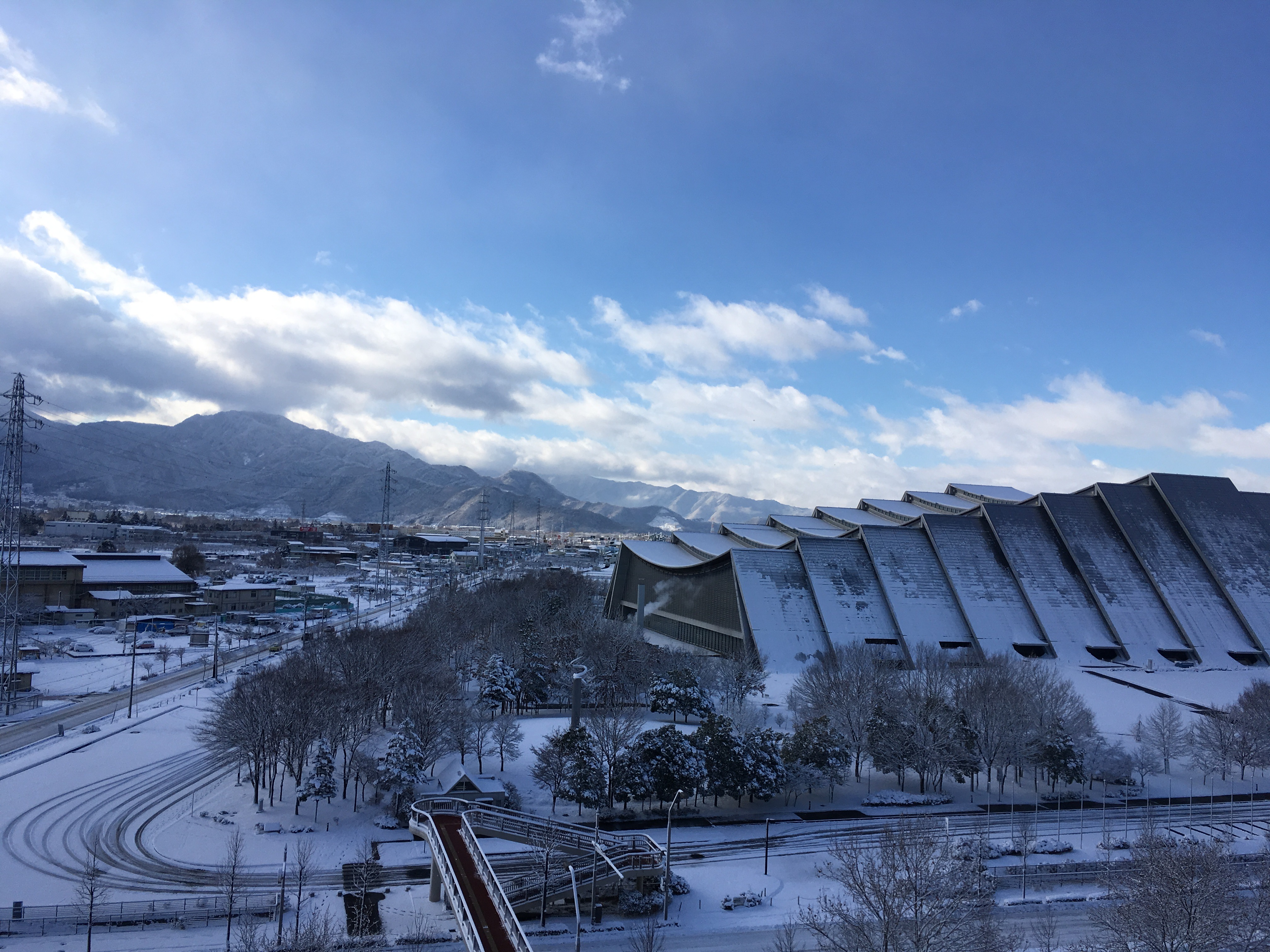
Widok od strony północno-wschodniej na tle gór
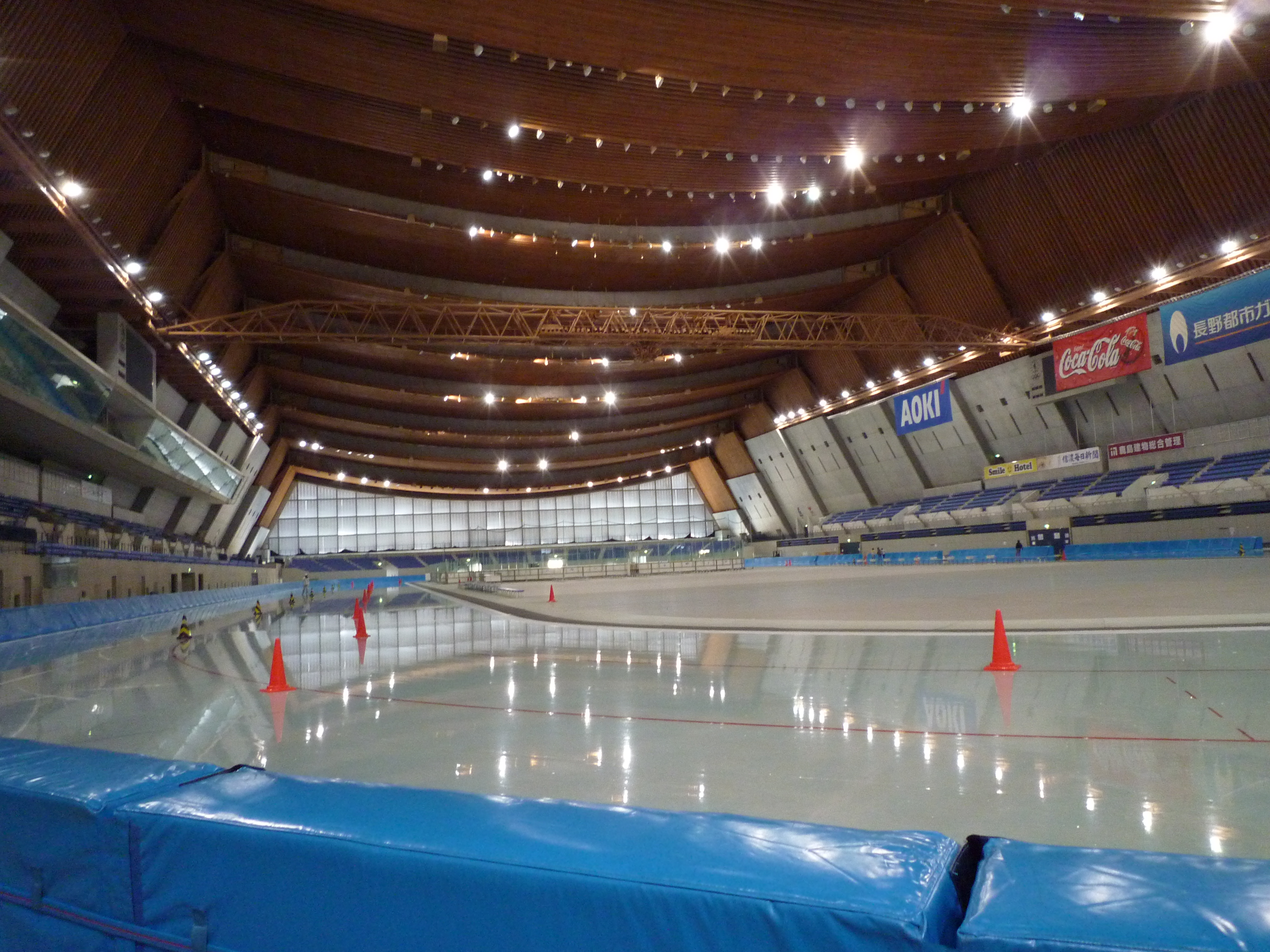
Wnętrze hali
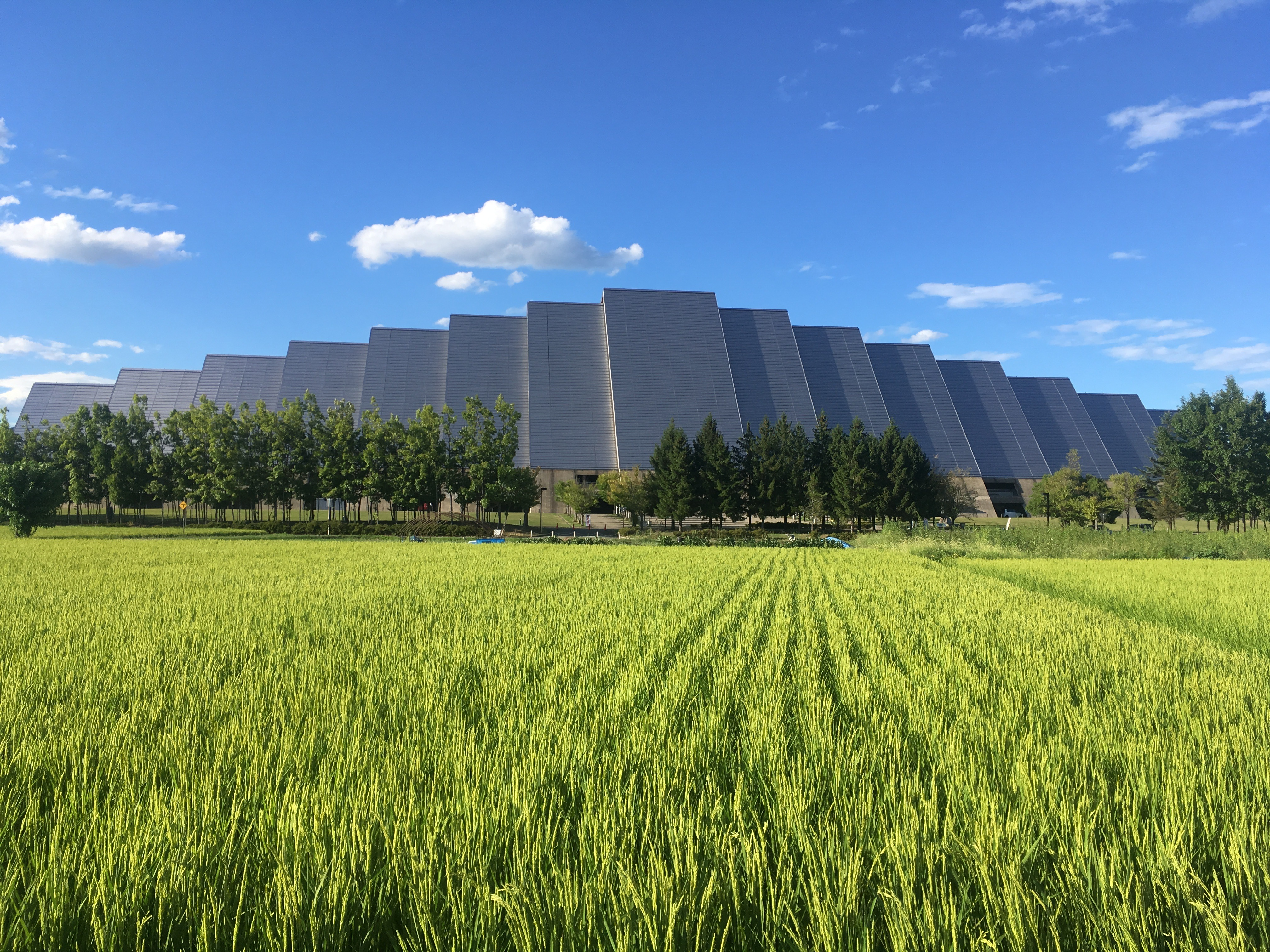
Hala od strony południowej